# ヴィエルコポルスカ年代記

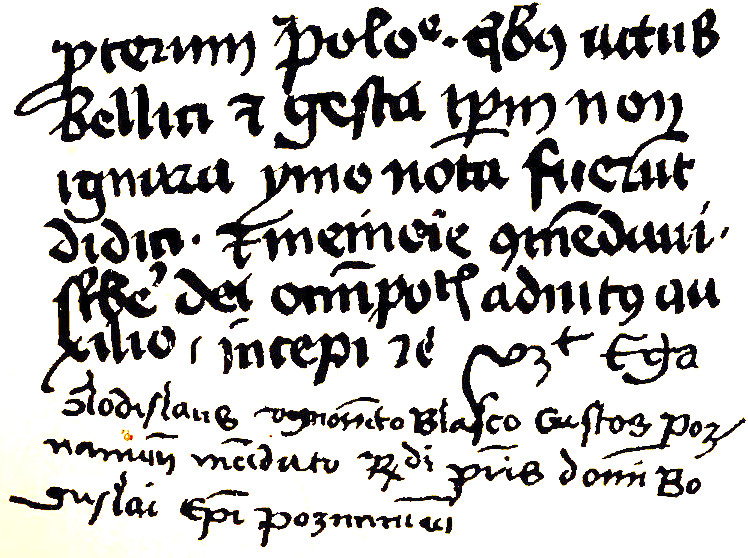
15世紀に制作されたセンジヴォヤ写本の274ページ。

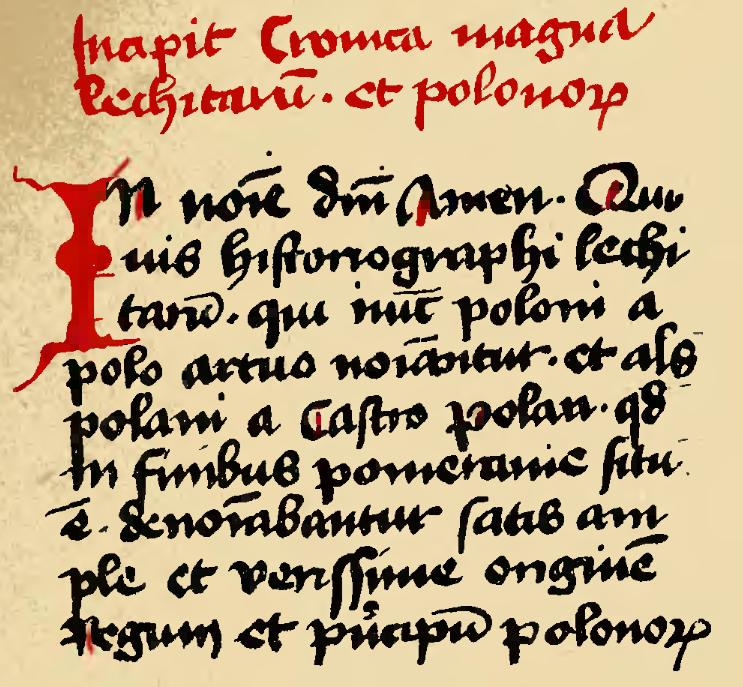
15世紀の写本『大年代記』の冒頭。

ヴィエルコポルスカ年代記または大ポーランド年代記 (ポーランド語: Kronika wielkopolska) は、中世ポーランドの伝説時代から1273年までを記録した作者不詳のラテン語年代記。13世紀末もしくは14世紀初頭に成立したと考えられている。

## 成立と作者
この年代記はヴィエルコポルスカの視点で記述されているため、その名で呼ばれている。正式な名称は不明である。現存する写本は、『ポーランド年代記』(ラテン語: Chronicum Poloniae) や『ポーランド人の起源の編年記または年代記』(Annalia vestuste gentic Polonorum vel Kronice)などといった題名がつけられている。
ブルィギダ・キュルビスらが唱える説としては、原本はポズナンの聖職者ゴジスワフ・バシュコが1283年から1296年の間にまとめ、14世紀初頭のジェジュヴァ年代記の内容を加えた第2版が1377年から1384年の間にまとめられたという。一方でヤン・ドンブロフスキらは、この年代記は全編にわたり14世紀後半にチャルンクフのヤン(コ)がまとめたものであるとする説を主張している。
現存する写本は9編あり、代表的なものとしては、14世紀末にヴィエルコポルスカで収集された歴史文献を集めた『大年代記』がある。
ヴィエルコポルスカ年代記編纂の動機は、初期ポーランド王国の王たちの歴史を記録することであった。神話的な先史時代の出来事から1271/2年までと、1273年の2つの追加事項までを扱っている。この年代記は、底本とする文献によって前半と後半の2つにわけることができる。1202年までの記述はヴィンツェンティ・カドゥウベクの『ポーランド年代記』が底本である。後半はより編年体的な形式になるが、これはグニェズノやポズナンの教会の各年の記録をもとにしている。その他、編者が参照したとされる文献は、教会の記録である『ポーランド史の年代記』(Annales Polonorum historiae、現存せず) や、キェルチャのヴィンツェンティの『聖スタニスワフの生涯』(Vita s. Stanislai, Vita maior)が挙げられる。ヴィエルコポルスカ年代記の編纂について書いた序章は、2つの写本に残っている。一つは1295/6年（当時の王としてプシェミスウ2世に言及している）に制作されたもの、もう一つのより広範囲が現存する写本は、14世紀に制作されたとみられている。
1965年、カジミェシュ・アブガロヴィチによりポーランド語に翻訳された。

## 編纂の目的と内容
ヴィエルコポルスカ年代記は、公や王たちの業績を称えるために制作される「ゲスタ・ドクム」(gesta ducum)の一種である。プシェミスウ1世やプシェミスウ2世といった、ピャスト家のヴィエルコポルスカ公が記述の中心となっている。特にプシェミスウ1世は騎士としての資質（防衛戦争でしか戦わなかった）と宗教的な素質（キリスト教徒としての謙虚さと信心深さ）を兼ね備えた理想的な君主であると絶賛している、そのほかにも理想的な君主として、ポーランドのボレスワフ2世（聖スタニスワフ暗殺まで）やボレスワフ3世クシヴォウスティらの名を挙げている。
伝説や歴史的事件とともに、レフ、チェフ、ルスのポーランド建国伝説や、ワルデレとヒルデギスの伝説（ワルタリウス）のポーランド版といえる伝説も語られている。